# Mount & Blade
Mount & Blade es un videojuego de acción con ligeros toques de rol y estrategia en primera y tercera persona para PC desarrollado por la empresa turca TaleWorlds Entertainment y publicado por Paradox Interactive. Una versión reducida fue lanzada el 16 de septiembre de 2008 en Norteamérica y tres días más tarde en Europa. El juego originario fue un proyecto personal de Armagan Yavuz, fundador de Taleworlds, y de su esposa, Isek Yavuz. Previamente a su lanzamiento, se publicaron versiones Beta en la página web de los desarrolladores.
A diferencia de otros títulos del mismo género, este videojuego no incluye ningún elemento de fantasía. En su lugar presenta un reino medieval ficticio llamado Calradia, en el cual el jugador puede bien unirse a cualquiera de cinco facciones que se encuentran en guerra, ser un fugitivo o adoptar una posición neutral.
La recepción de Mount & Blade ha sido mayoritariamente positiva. Los críticos elogian el juego por la innovadora mecánica de combate, la complejidad de las habilidades del personaje y la gran comunidad de modding existente. Sin embargo, reprochan su poca variedad de misiones, así como los repetitivos diálogos, localizaciones y su baja calidad gráfica.

## Modo de juego

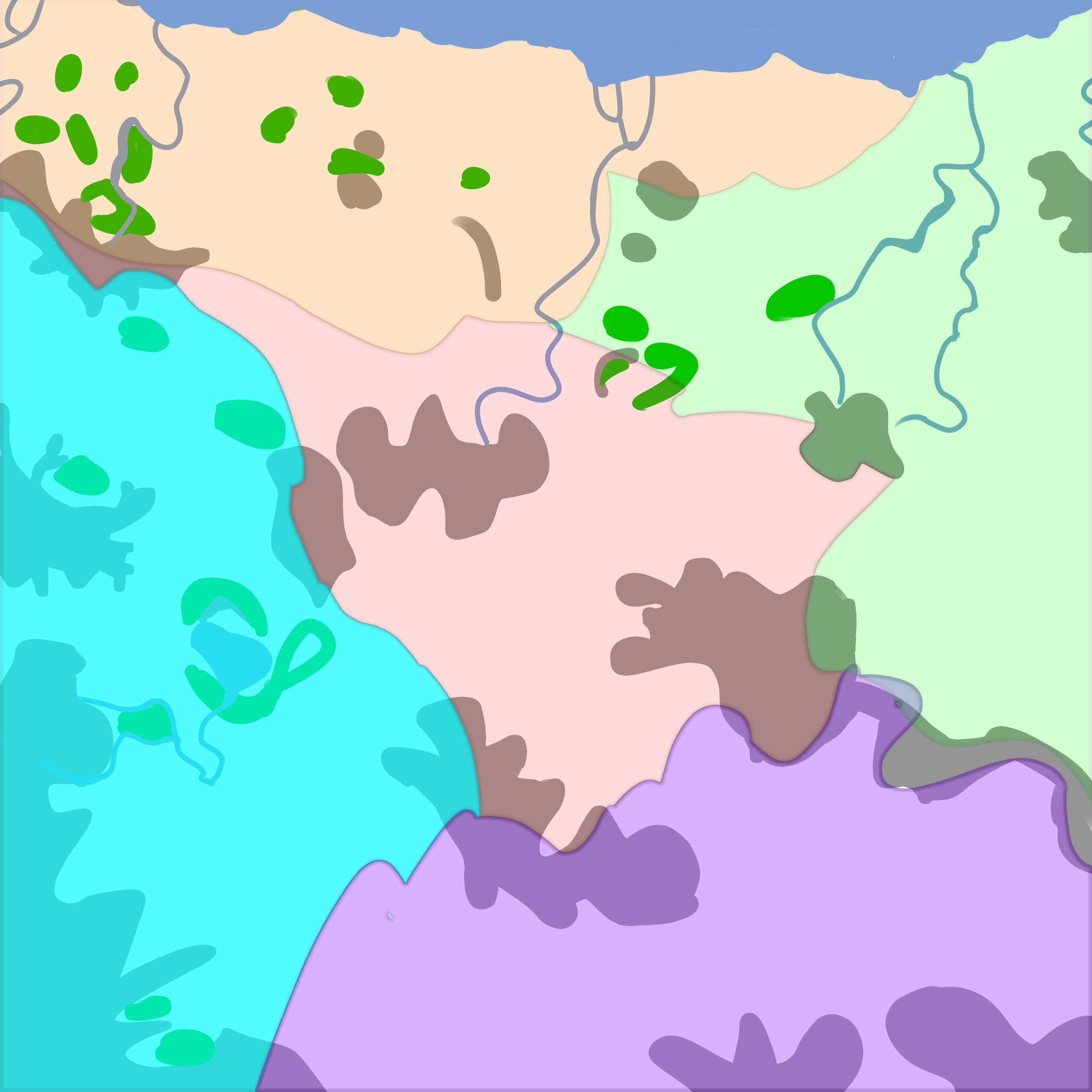
Mapa original del videojuego.

El juego es de estilo sandbox por lo que no existe una historia lineal. El jugador puede unirse a una facción, ofrecerse de mercenario, ser un fugitivo o bien adoptar una posición neutral.
Según Armagan Yavuz, el juego está inspirado en muchos otros títulos tales como Sid Meier's Pirates!, The Elder Scrolls II: Daggerfall, Frontier: Elite II y Koei; y además en novelas históricas ficticias, especialmente en aquellas de Bernard Cornwell.
Al comenzar la partida se le ofrece al jugador una serie de opciones para personalizar su personaje. Tras seleccionar el género, se proporcionan una serie de preguntas sobre el pasado del protagonista, los cuales determinaran sus atributos iniciales. Hasta los rasgos faciales son personalizables gracias al editor, el cual utiliza una mecánica similar al encontrado en Los Sims 2 y en The Elder Scrolls IV: Oblivion.
El usuario puede desplazarse por el mapa, o interactuar con otros ejércitos haciendo clic sobre ellos. Sobre encontrarte con partidas de guerra enemigas, el jugador puede intentar evitar el conflicto, entablar combate. En Mount & Blade a cada batalla se le atribuye un valor de renombre, según la cantidad y la calidad de los miembros de tu ejército. Con este renombre, el jugador puede ofrecerse en vasallaje a cualquiera de los líderes de las cinco facciones. En este caso, al jugador se le concede el control de un feudo, en el cual se puede construir mejoras y recaudar impuestos.
El personaje es recompensado con puntos de experiencia al completar misiones y derrotar oponentes que le permiten mejorar sus atributos, habilidades y su competencia con las armas. Mount & Blade hace uso de estadísticas derivadas, es decir, que los atributos dictaminan el máximo nivel al que puede aumentar algunas habilidades. Por ejemplo: la habilidad "liderazgo", que indica la cantidad de tropas que puedes mantener en tu ejército, no puede ser más alta de un tercio del atributo "carisma". Las competencias con las armas también aumentan a medida que se vayan utilizando en el campo de batalla.

## Mount & Blade: Versiones

### Mount & Blade v 1.011
Mount & Blade 1.011 fue el primer lanzamiento de la saga de juegos Mount & Blade, en este el jugador debe crear su personaje y elegir en un menú de opciones su pasado. Una vez hecho esto aparecerá en Calradia, un vasto territorio donde se disputan el reinado varias facciones independientes, cerca de un Campo de Entrenamiento donde aprenderá lo básico en cuanto a las mecánicas de combate. El juego no cuenta con una historia, por lo cual es un juego de Sandbox, dotando al jugador de una completa libertad de juego. Mount & Blade es pionero en su tema, ya que no posee contenido fantástico sino que basa su mundo en elementos parodiados (reinos, nobles, ciudades, etc), cuenta sin embargo con una amplia variedad de opciones y actividades a realizar, el jugador puede ser desde un comerciante, hasta un noble muy importante, pasando por la posibilidad de ser un ladrón, cazador de esclavos, campeón de torneos, mercenario, etc; las singularidades que presenta este título son: un sistema de relaciones políticas donde interfieren muchas variables, total libertad de elección, sistema de combate innovador en su momento, complejo y completo árbol de habilidades.
Las facciones de M&B están relacionadas con reinos o sociedades antiguas:
- Khanato Khergita: Mongoles

- Reino del Norte: Vikingos

- Reino de Rhodok: Aunque es un reino, la facción parece emular a las repúblicas italianas, específicamente Génova; o al Imperio Bizantino.

- Reino de Swadia: Alemanes u occidentales,en todo caso, resumidos en una sola facción

- Reino Vaegir: Rusia

- Imperio de Calradia: Imperio Romano (extinto, dio origen a los reinos mencionados arriba)

### Mount & Blade: Warband
Warband fue la secuela de M&B original. Se trata de un juego con la misma idea general, pero mucho más pulida. Las diferencias respecto a la entrega anterior radican en las mecánicas de combate, que son más fluidas, los límites de las metas del jugador quien ahora es capaz de casarse, convertirse en Rey, crear su propio reino, tener vasallos, etc. También se añadieron nuevas misiones y un nuevo reino: Sultanato Sarraní (basado en los sarracenos). Como es característico de la saga, el jugador es quien crea su propia historia, su grupo de guerreros, o puede optar por ser un comerciante, un vil ladrón, mercenario, o el emperador que reunifique toda Calradia bajo un mismo estandarte.
Actualmente toda la comunidad que juega este sandbox está a la espera de la segunda entrega: Mount & Blade II- Bannerlord.

### Mount & Blade II: Bannerlord
Es la segunda entrega de la saga. Tiene lugar dos siglos antes de la primera, poco después de la fractura del Imperio en distintos reinos al morir el último emperador. La misión del jugador es ayudar a una de las otras facciones mencionadas a reconstruir dicho Imperio o construir la suya propia y proclamarse Emperador.